# Cantharellales
Cantharellales (Ernst Gäumann, 1926) din încrengătura Basidiomycota, în subdivizia Agaricomycotina și clasa Agaricomycetes este un ordin mai mare de ciuperci cu global (după Paul M. Kirk) 7 familii recente, împărțite în 38 genuri și 544 de specii. Diversele soiuri pot fi simbionți micoriza, saprofiți, paraziți sau agenți patogeni. În acest ordin sunt incluse astfel de gustoase ciuperci ca de exemplu Cantharellus cibarius, Clavulina coralloides, Craterellus sinuosus sau Hydnum repandum, dar, de asemenea, ciuperci dăunatoare care provoacă pagube mari (de ex. Ceratobasidium cereale).

## Istoric
Singura terminologie corectă și valabilă până în prezent (2019) este cea determinată de botanistul și micologul elvețian Ernst Gäumann (1893-1963) în publicația sa Vergleichende Morphologie der Pilze din 1926.

## Sistematică
Cercetări moleculare pe baza analizei cladistice a secvențelor ADN a redefinit ordinul Cantharellales. Pe lângă familia Cantharellaceae (gălbiorii cu formele lor înrudite, incluzând  genul Craterellus), ordinul mai cuprinde în prezent ciuperci cu corpuri fructifere morfologic diferite, astfel familia Aphelariaceae (ciuperci cu ramuri verticale), Botryobasidiaceae (bureți corticoizi), Ceratobasidiaceae (fungi de rugină sau tăciune, așa numite hetero-basidiomicete), Clavulinaceae (ciuperci cu ramuri verticale în formă de corală), Hydnaceae (himenofor cu țepi) și Tulasnellaceae (hetero-basidiomicete). Familiile Clavariaceae, Physalacriaceae, Pterulaceae și Typhulaceae, incluse anterior în ordin, sunt acum plasate în ordinul Agaricales, Clavariadelphaceae (acum Gomphaceae) în Gomphales și Sparassidaceae în Polyporales. În plus, familia Scutigeraceae a fost înlocuită de familia Albatrellaceae în cadrul ordinului Russulales. Astfel au rămas doar 7 familii.

## Familiile ordinului
Șapte familii cu 38 de genuri sunt alocate ordinului în momentul de față (2019): 
- Aphelariaceae Corner (1970) cu 3 genuri (Aphelaria, Phaeoaphelaria, Tumidapexus)
- Botryobasidiaceae (Parm. Jülich (1982) cu 6 genuri (Allescheriella, Alysidium, Botryobasidium, Botryohypochnus, Haplotrichum, anamorfic, Suillosporium)
- Cantharellaceae J.Schröt. (1888) cu 7 genuri (Afrocantharellus, Cantharellus, Craterellus, Goossensia, Parastereopsis, Pseudocraterellus, Pterygellus)
- Ceratobasidiaceae George Willard Martin (1948) cu 5 genuri (Cejpomyces, Ceratorhiza anamorfic, Rhizoctonia, anamorfic, Scotomyces, Thanatephorus)
- Clavulinaceae Donk (1961) cu  4 genuri (Clavulina, Membranomyces, Multiclavula)
- Hydnaceae Chevall. (1826) cu 10 specii (Burgoa, anamorfic, Cystidiodendron, Corallofungus, Gloeomucro, Hydnum, Ingoldiella anamorfic, Osteomorpha anamorfic, [Paullicorticium, Repetobasidiellum, Sistotrema)
- Tulasnellaceae Juel (1897) cu 3 specii (Epulorhiza, anamorfic, Stilbotulasnella, Tulasnella)

## Specii din familiile ordinului în imagini

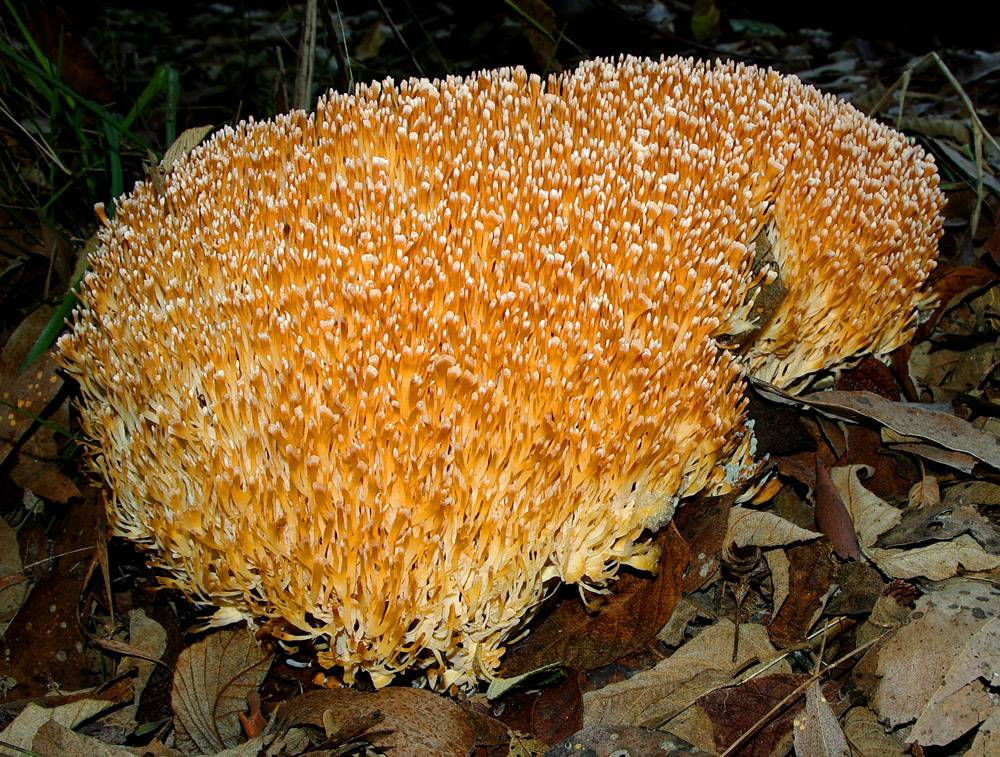
Aphelariaceae: Aphelaria complanata
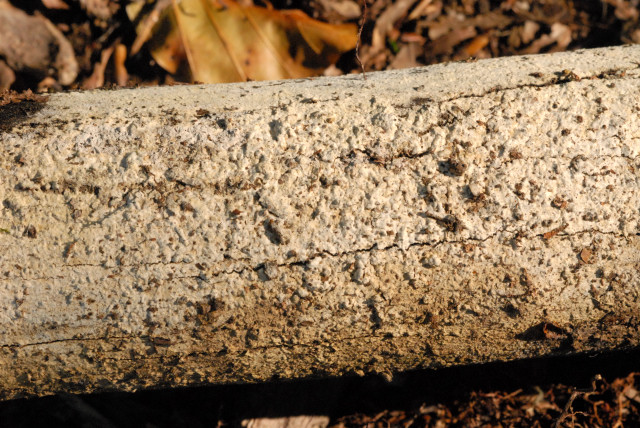
Botryobasidiaceae: Botryobasidium subcoronatum
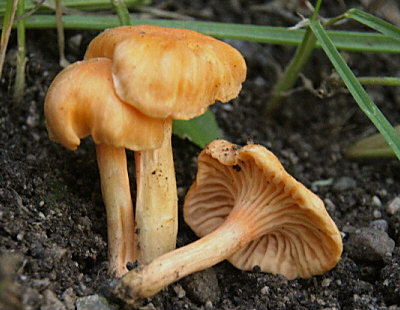
Cantharellaceae: Cantharellus friesii
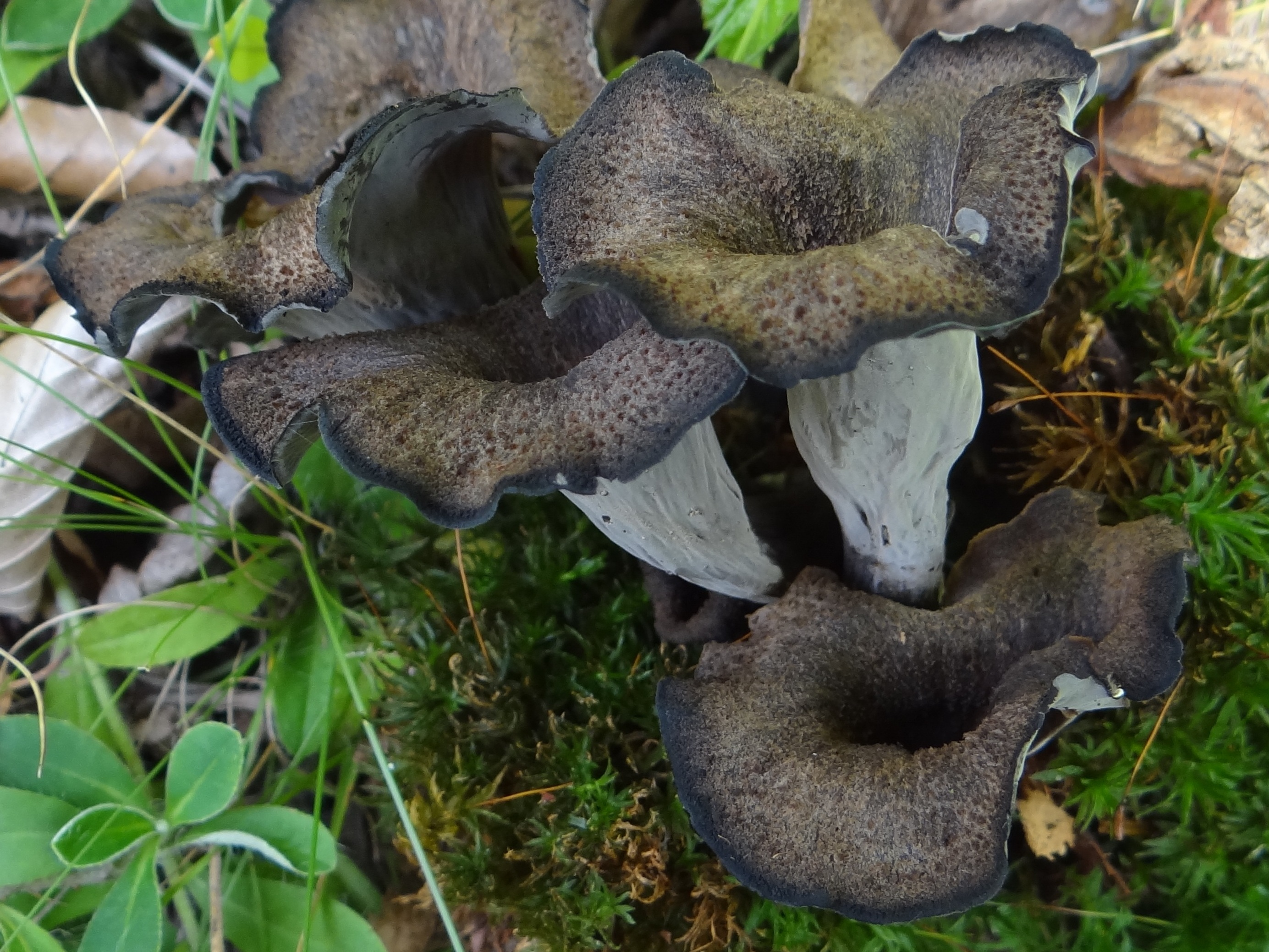
Cantharellaceae: Craterellus cornucopioides
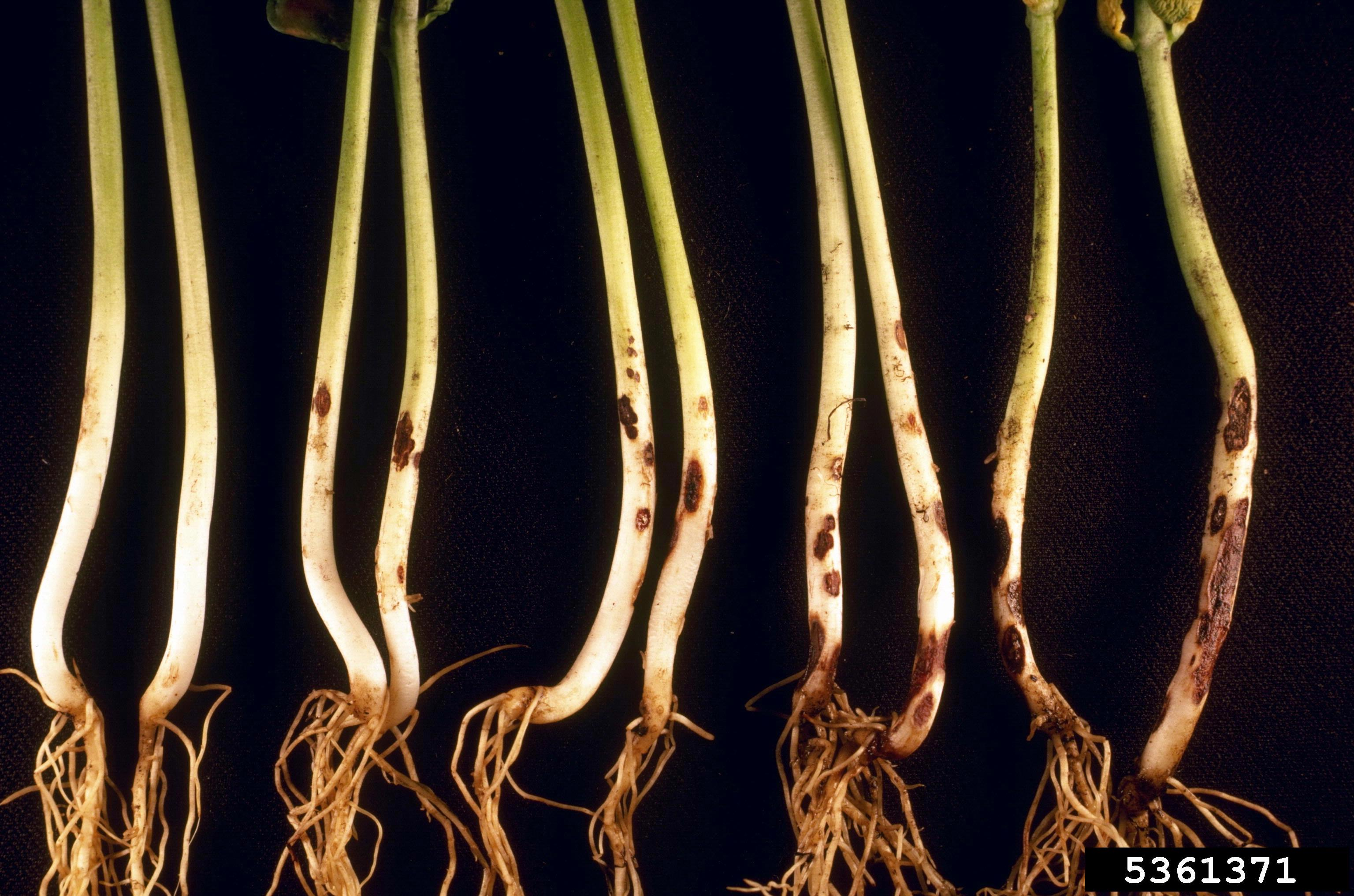
Ceratobasidiaceae: Rhizoctonia solani pe rădăcini de fasole
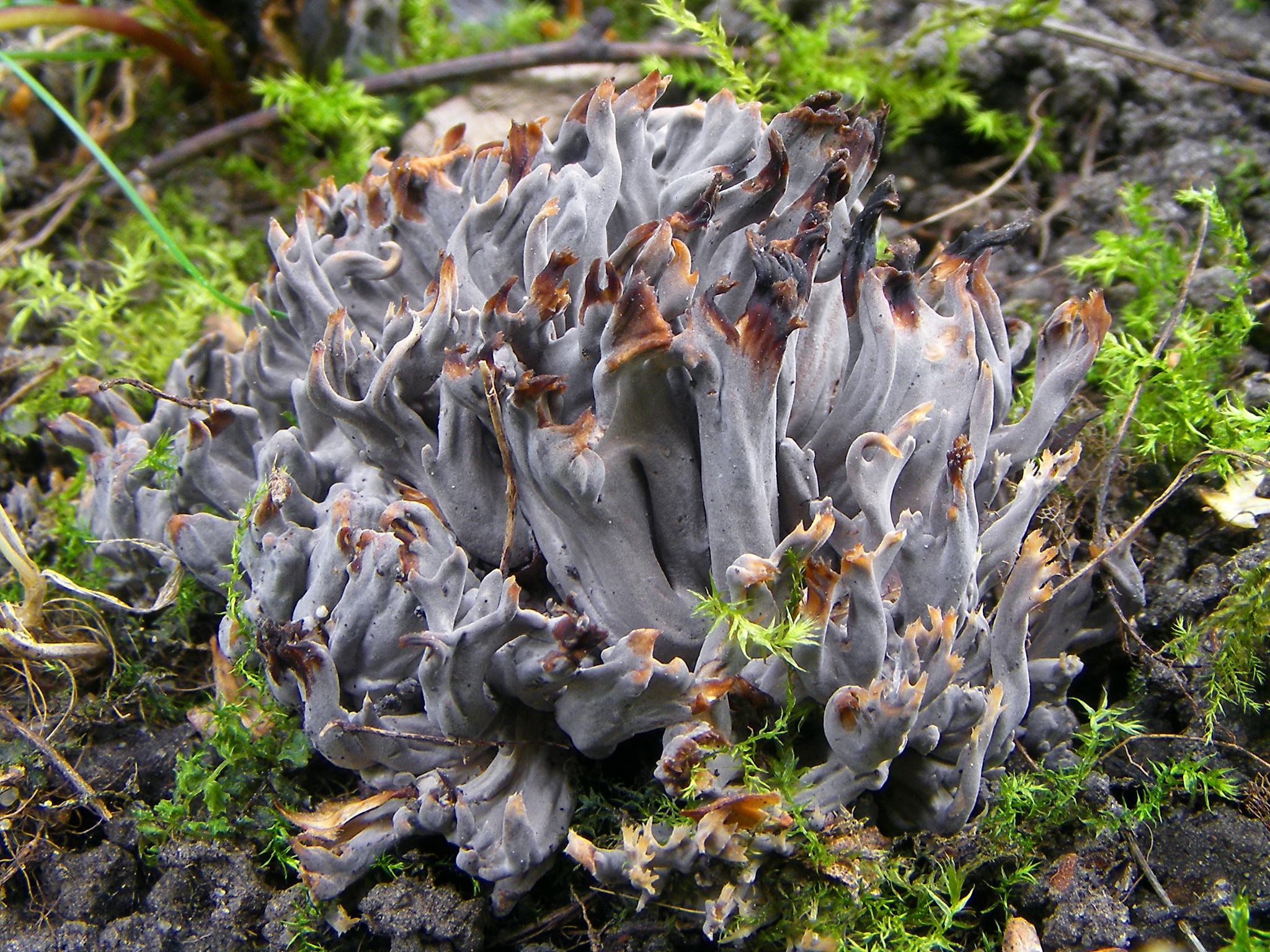
Clavulinaceae: Clavulina cinerea
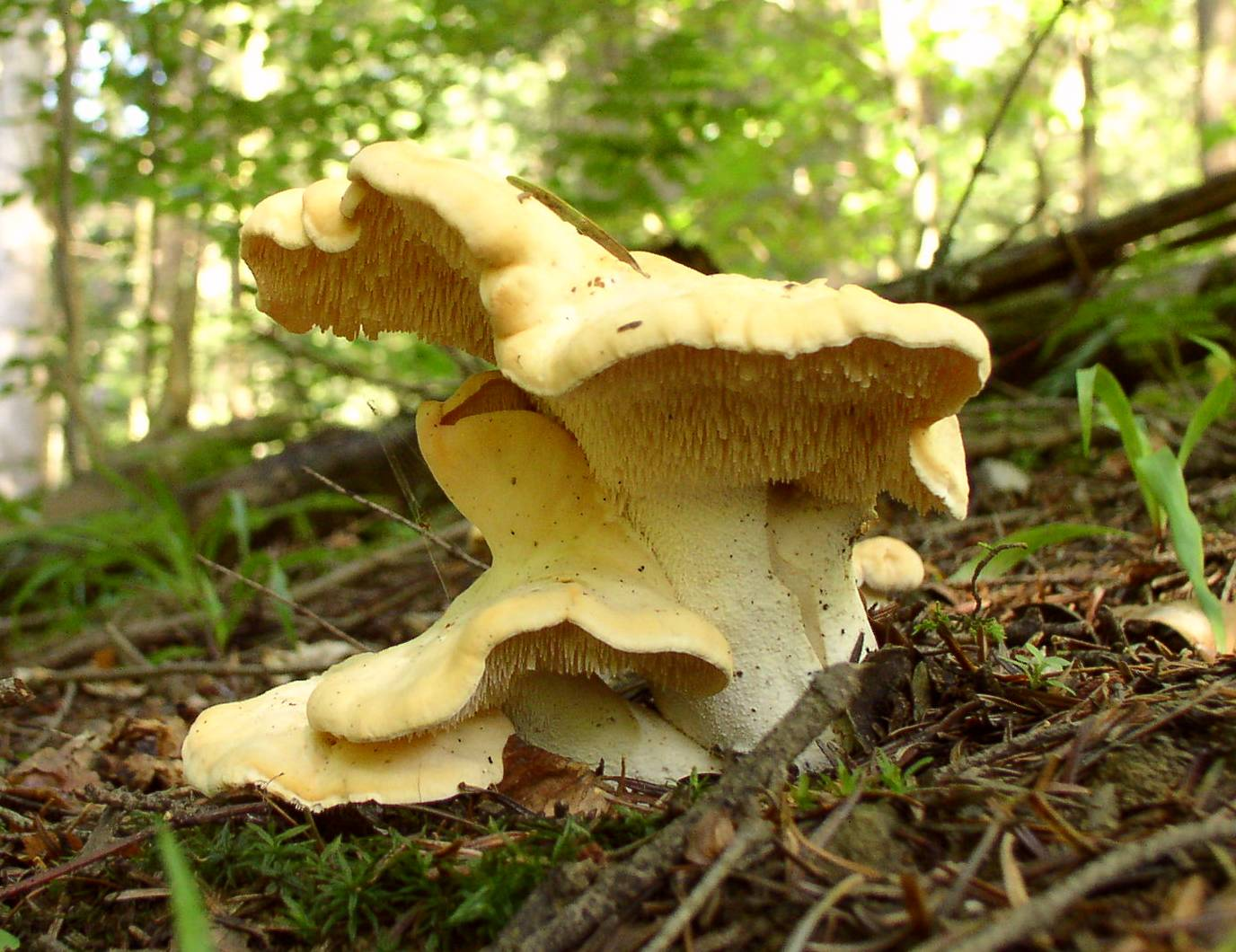
Hydnaceae: Hydnum repandum
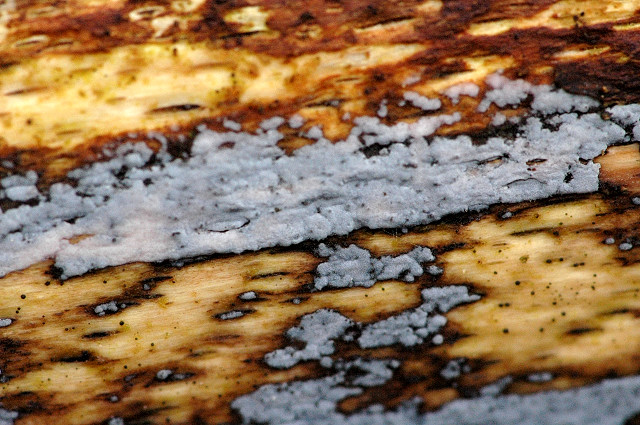
Tulasnellaceae: Tulasnella violea